# Palais Wessel

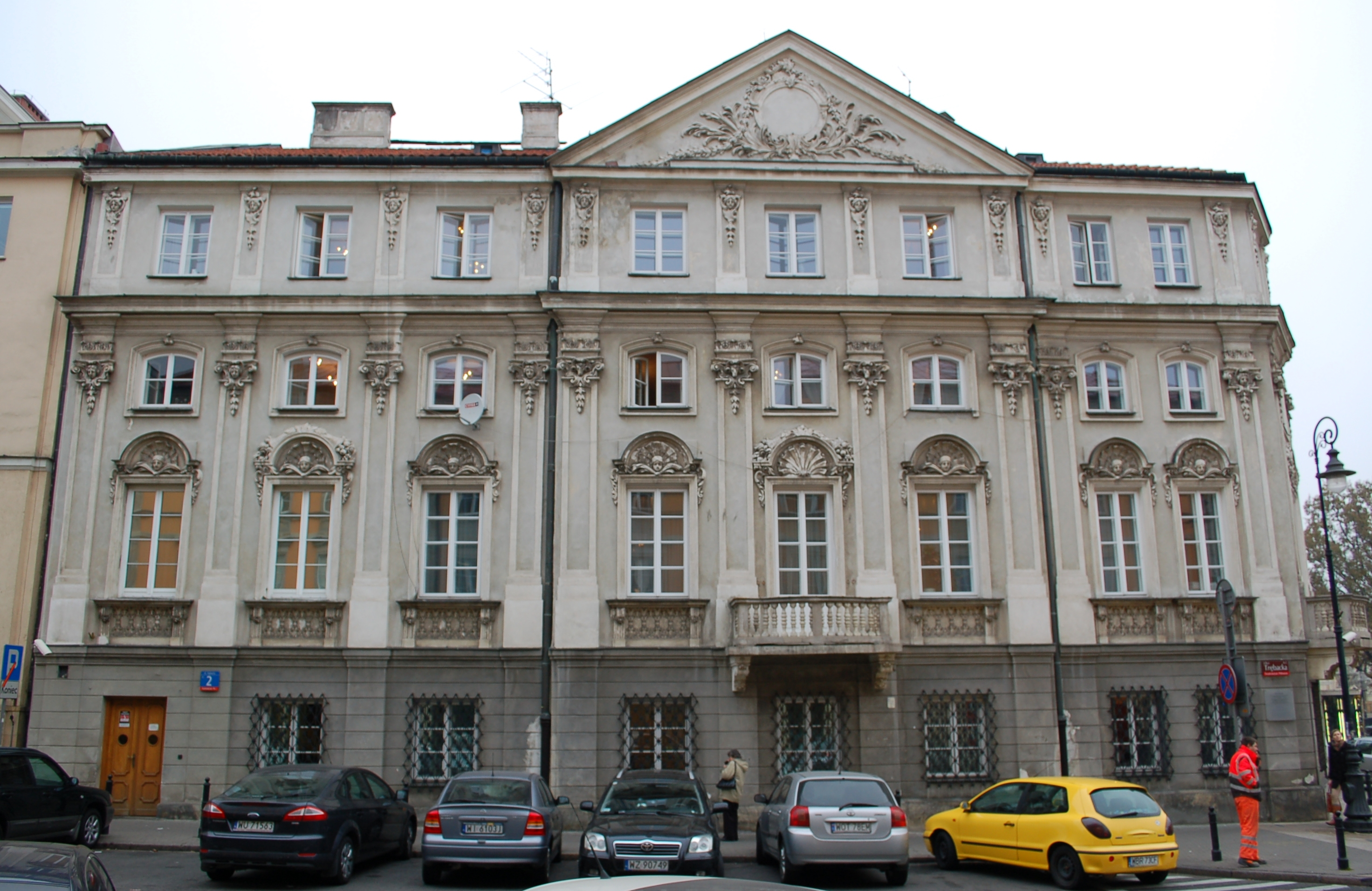
Façade côté sud sur la rue Trębacka

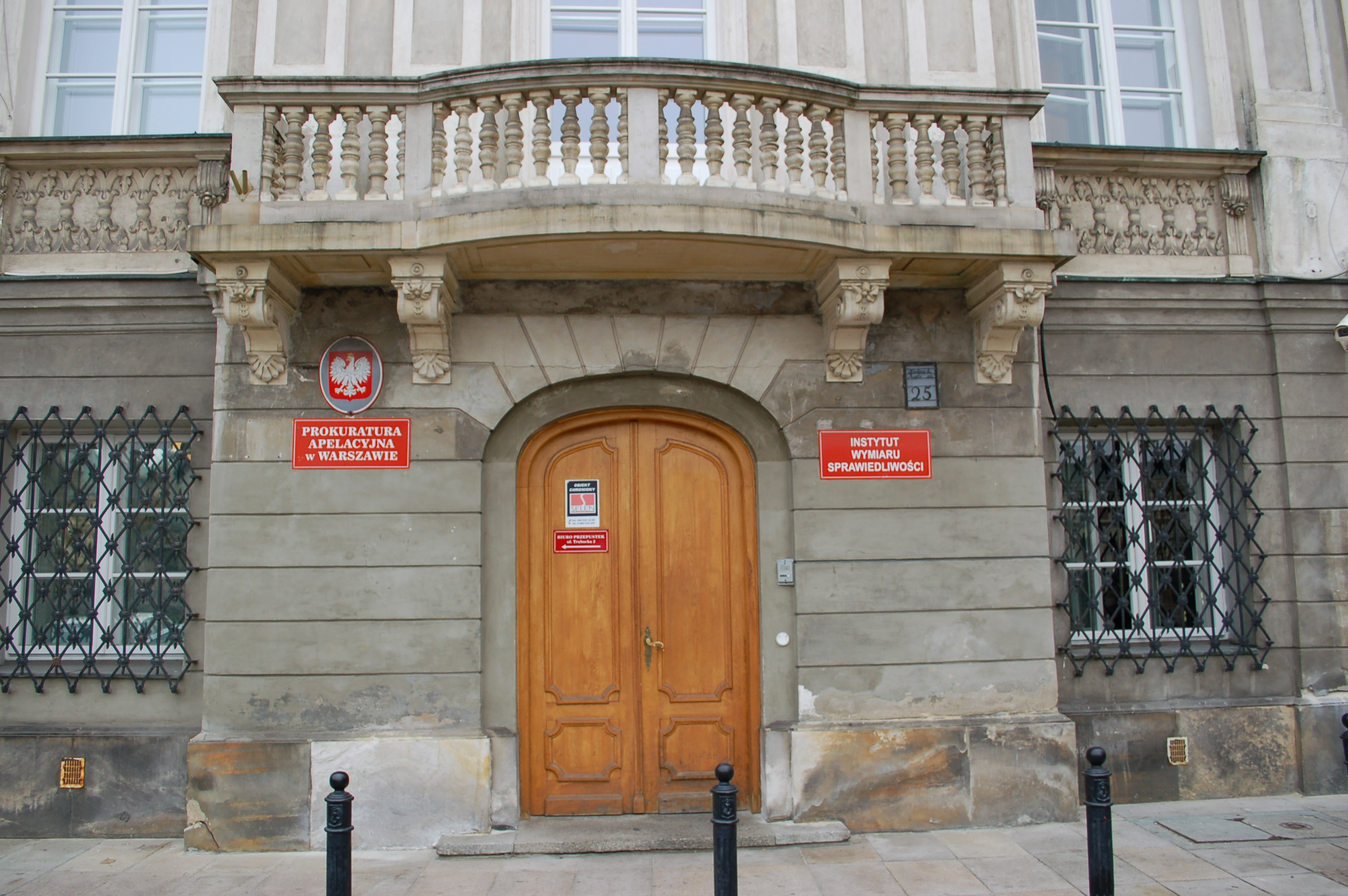
Entrée des bureaux du procureur général

Le Palais Wessel (également Palais Ostrowski ou Vieille Poste saxonne ; en polonais : Pałac Wesslów ou Ostrowskich, Stara Poczta ou Poczta Saska) est une résidence baroque sur le boulevard Krakowskie Przedmieście  dans le quartier du centre-ville de Varsovie. Le bâtiment de style baroque tardif abrite aujourd'hui le bureau du procureur général.

## Emplacement
Situé sur le Königsweg historique et la rue Ulica Trębacka, le palais Wessel est entouré de nombreux bâtiments importants : en face de Krakowskie Przedmieście se trouve le monument à Adam Mickiewicz, à droite derrière le monument se trouve l'église des Carmélites et à environ 50 mètres au sud sont le Palais présidentiel et le Palais Potocki.

## Histoire
La date exacte de construction du palais n'est pas connue, probablement dans les années 1746 à 1752. La construction a été commandée par Andrzej Stanisław Załuski. Dans le plan de la ville de Pierre Ricaud de Tirregaille de 1762, une image du palais est conservée à la frontière. En 1761, le trésorier de la Couronne Teodor Wessel l'acquiert. En 1764 Wessel vendit le palais à Antoni Ostrowski,. En 1780, le siège de la Poste Royale a été déplacée dans le bâtiment. En 1798, le palais fut désigné comme propriété privée royale et transmis à Józef Antoni Poniatowski en héritage. Un propriétaire ultérieur nommé Schultz l'a vendu à la Poste générale de Berlin en 1805. À partir de là et jusqu'en 1874, le bureau de poste (écuries postales) était situé dans le palais. Quand Frédéric Chopin quitta le pays le 11 novembre 1830, c'est d'ici qu'il commença son voyage vers Vienne.

### XIXè siècle
Lorsque l'élargissement de la rue Trebicka a commencé en 1882, un bâtiment annexe attaché au palais au sud a été démoli. De plus, le bâtiment central a dû être raccourci d'un mètre. Le palais a donc été reconstruit sous Władysław Marconi et Aleksander Jan Woyde.
Depuis 1887, les salles de rédaction du journal "Kurier Codzienny" et de l'hebdomadaire "Tygodnik Ilustrowany" se trouvent dans le bâtiment. Piotr Chaber tenait une boutique de tailleur au rez-de-chaussée et le musée de cire des frères Mach au premier étage. Dans l'entre-deux-guerres, la librairie antiquaire "Palast der Kunst" y avait ses salles de vente.

### Guerre et après-guerre
En 1944, le palais a complètement brûlé après un attentat à la bombe, seuls les murs extérieurs sont restés. De 1947 à 1948, il a été reconstruit sous la direction de Jan Bieńkowski ; il a reçu son aspect de la rénovation effectuée en 1882. Initialement, le bureau du procureur de la voïvodie (en polonais Prokuratura Wojewódzka) y était logé, puis le procureur général de la République populaire de Pologne (en polonais Generalna Prokuratura PRL). Aujourd'hui, c'est le siège du bureau du procureur général (Prokuratury Apelacyjnej) et de l'Institut de Justice (Instytutu Wymiaru Sprawiedliwości).

## Littérature
- Julius A. Chroscicki et Andrzej Rottermund, Atlas architectural de Varsovie, 1. Edition, Arkady, Varsovie 1978, p. 81
- Tadeusz S. Jaroszewski, Palais et résidences à Varsovie, Maison d'édition Interpress,  (ISBN 83-223-2049-3), Varsovie 1985, p. 166 ff.

## Liens web
- Informations et photos historiques du palais près de Warszawa 1939 (en polonais)
- Informations sur le palais sur WarsawaWiki (en polonais)
- Informations sur le palais sur le site de la ville de Varsovie (en polonais)
- Informations sur le palais de Dawna Warszawa (en polonais)
- Informations et photos historiques sur le palais de Klimaty Warszawy (en polonais)